# 천희 (승려)
천희(千熙, 1307년 ~ 1382년)는 고려의 승려이다. 호는 설산(雪山), 일명 희(稀)이며, 흥해(興海 : 지금의 경상북도 포항) 출신이다. 공민왕 대에 국사(國師)가 되었으며, 시호는 진각(眞覺)이다.

## 생애
1319년(충숙왕 6) 출가하여 화엄종 반룡사주(盤龍社主) 일비(一非)를 은사로 득도하였다. 이때 화엄종뿐만 아니라 참선에도 힘써 선지(禪旨)에도 널리 통달하였다.
1325년 승과에 급제하였고 그 뒤 김생사(金生寺)·부인사(夫人寺)·덕천사(德泉寺)·개태사(開泰寺) 등지에서 수행하다가, 1364년(공민왕 13) 중국 항저우(杭州) 소재 휴휴암(休休庵)에 이르렀다. 1366년 성안사(聖安寺)의 만봉시위(萬峯時蔚)를 만나 가사(袈裟)와 선봉(禪棒)을 전해받고 귀국하여 치악산에 머물렀다.
1367년 공민왕이 사신을 보내 대화엄종사 선교도총섭 전불심인 대지무애 성상원융(大華嚴宗師禪敎都摠攝傳佛心印大智無碍性相圓融)이라는 법호를 내리고 국사로 봉하였다. 당시 왕사였던 나옹(懶翁)과 함께 선교(禪敎)의 공부시관(功夫試官)을 맡았으며, 신돈(辛旽)과도 친분이 깊었다.
1372년 공민왕의 명으로 부석사의 주지가 되어 무량수전(無量壽殿) 등 퇴락한 당우와 가람을 보수하였다. 그 뒤 금강산·오대산 등 여러 사찰을 다니면서 후학들을 지도하다가 창성사(彰聖寺)에서 입적하였다. 시호는 진각(眞覺), 탑호(塔號)는 대각원조(大覺圓照)이다. 본래 창성사에 세워졌으나, 현재 수원시 매향동에 보물 제14호로 지정된 비가 있다. 제자로는 원명(元明)·경남(敬南) 등이 있으며, 저서로 《삼보일경관》(三寶一鏡觀)이 있으나 전하지 않는다.

## 참고 문헌
- 한국민족문화대백과사전 - 천희